# Rепродукция
«Rепродукция» — другий студійний альбом російського гурту Hi-Fi, випущений 1999 року на лейблі REAL Records. Продюсером альбому виступив Павло Єсенін, він також написав усю музику та аранжування. Альбом містить чотири ремікси на пісні з попереднього лонгплею, а також кілька інструментальних композицій.
Композиція «Чорний ворон» стала лауреатом премії «Золотий грамофон».

## Список композицій
Автор слів Ерік Чантурія, автор музики Павло Єсенін. 
| #   | Назва                   | Тривалість |
| --- | ----------------------- | ---------- |
| 1.  | «Про лето»              | 3:22       |
| 2.  | «Арабика»               | 4:59       |
| 3.  | «Чёрный ворон»          | 4:22       |
| 4.  | «Ты прости» (Ремікс)    | 3:26       |
| 5.  | «Пионер» (Ремікс)       | 4:29       |
| 6.  | «Нить» (Ремікс)         | 3:23       |
| 7.  | «Беспризорник» (Ремікс) | 4:09       |
| 8.  | «Куба»                  | 2:58       |
| 9.  | «Fly»                   | 3:11       |
| 10. | «New York»              | 2:42       |

## Учасники запису
- Павло Єсенін — вокал, аранжировки, музика
- Ерік Чантурія — тексти пісень